# Lascaux-hulerne
Lascaux-hulerne i Frankrig indeholder noget af den tidligst kendte kunst i form af hulemalerier, der er dateret til at være 15.000 til 17.000 år gamle.
Hulerne, som ligger omkring 500 kilometer sydvest for paris, blev opdaget i 1940 af en hund kaldet Robot.
I 1979 blev Lascaux-hulerne med deres klippekunst optaget på UNESCOs Verdensarvsliste. 